# متور حاجي قديري (محمد أباد كرمان)
متور حاجي قدیري (بالإنجليزية: Mowtowr-e Hajji Qadiri)‏ هي منطقة سكنية تقع في إيران في Mohammadabad Rural District.